# Merindad de Valdeporres
Merindad de Valdeporres è un comune spagnolo di 490 abitanti situato nella comunità autonoma di Castiglia e León.

## Geografia antropica
Il comune ha sede nella località di Pedrosa de Valdeporres e conta altre 14 frazioni: Ahedo de Las Pueblas, Brizuela, Busnela, Cidad de Valdeporres, Dosante, Leva de Valdeporres, Puentedey, Quintanabaldo, Robredo de Las Pueblas, Rozas, San Martín de Las Ollas, San Martín de Porres, Santelices, Villavés.